# Hartz-Mountains-Nationalpark
Der Hartz-Mountains-Nationalpark ist ein Schutzgebiet auf der australischen Insel Tasmanien, etwa 55 km südwestlich von Hobart. Die höchste Erhebung im Park ist Hartz Peak (1255 m), von dem aus sich eine Aussicht auf weite Teile des südwestlichen Inlands bietet. Seit 1989 gehört der Park zum UNESCO-Welterbe Tasmanische Wildnis. Das Gebirge ist nach dem Harz in Norddeutschland benannt.

## Landschaftsbild
Das Gebiet selbst ist durch die Gletscher der letzten Eiszeiten geformt worden. Die Vegetation des Parkes ist vielfältig und umfasst unter anderem feuchten Eukalyptus-Wald, Regenwald und alpine Heideflächen in den Gipfelbereichen.

Blick vom Hartz Mountain in Richtung Westen

## Pflanzen- und Tierwelt
Die Pflanzenwelt im Park ist – wie die Ausführungen zur Vegetation erwarten lassen – recht unterschiedlich. In den Mischwäldern dominiert der Stringybark (Eucalyptus obliqua), in den Regenwaldgebieten die Tasmanische Scheinbuche (Nothofagus cunninghamii), der zu den Lorbeerartigen gehörende Baum Blackhearted Sassafras (Atherosperma moschatum), die Tasmanische Scheinulme (Eucryphia lucida) und der Tasmanische Lorbeer (Anopterus glandulosus). 
Viele der Tiere im Park leben nachtaktiv, aber Kurzschnabeligel und Schnabeltier kann man auch tagsüber begegnen. Weiterhin kommen Rotnackenwallaby, Rotbauchfilander und Kusus relativ häufig vor. An regelmäßig vorkommenden Vogelarten sind Rotnacken-Honigfresser, Gelbbauchsittich, Tasmankrähe und verschiedene Honigfresser zu nennen.

## Freizeitnutzung
Einen offiziellen Campingplatz gibt es im Nationalpark nicht, jedoch ist unter bestimmten Voraussetzungen Zelten gestattet. Die Einrichtungen für Tagesbesucher sind einfacher Natur.
Der Nationalpark bietet zahlreiche Erkundungsmöglichkeiten, unter anderem:
Nature walks (Spaziergänge)
- Waratah Lookout (5 Minuten hin und zurück)
- Arve Falls (20 Minuten hin und zurück)
- Lake Osborne (40 Minuten hin und zurück)

Bushwalks (Wanderungen)

Festes Schuhwerk, ein warmer Hut und Handschuhe werden empfohlen, da der Untergrund teils sehr matschig, nass oder steinig ist. Auch Gamaschen zum Schutz vor niedrigwachsender Vegetation sind empfehlenswert.
- Lake Esperance (2 Stunden hin und zurück)
- Hartz Pass (3,5 Stunden hin und zurück)
- Hartz Peak (5 Stunden hin und zurück)

Der Nationalpark ist im Winter meist vollständig mit Schnee bedeckt und dann nur schwer zu erreichen. Nur sehr erfahrene Wanderer sollten zu dieser Jahreszeit die Wanderungen zu Lake Esperance (etwa 90 Minuten hin und zurück) und Hartz Peak (etwa 5 Stunden hin und zurück) unternehmen. Nach der Schneeschmelze im Frühling ist der Park mit seinen Wasserfällen besonders schön und voller Leben. Allerdings kann es das ganze Jahr über zu schwierigen Witterungsverhältnissen kommen, weshalb durch die Nationalparkverwaltung besondere Vorsichtsmaßnahmen empfohlen werden.